# Turmusajja
Turmusajja (arab. ‏ترمسعيا‎, Turmusʿayyā) – wieś w Palestynie, w muhafazie Ramallah i Al-Bira. Według danych szacunkowych Palestyńskiego Centralnego Biura Statystycznego w 2016 roku miejscowość liczyła 4781 mieszkańców.